# Case e cipressi
Case e cipressi è un dipinto a olio su tela del pittore italiano Amedeo Modigliani.
Fa parte della collezione Barnes Foundation di Filadelfia. È uno dei pochi paesaggi dipinti dall'artista, che ha sempre privilegiato i ritratti.